# Ecoponto

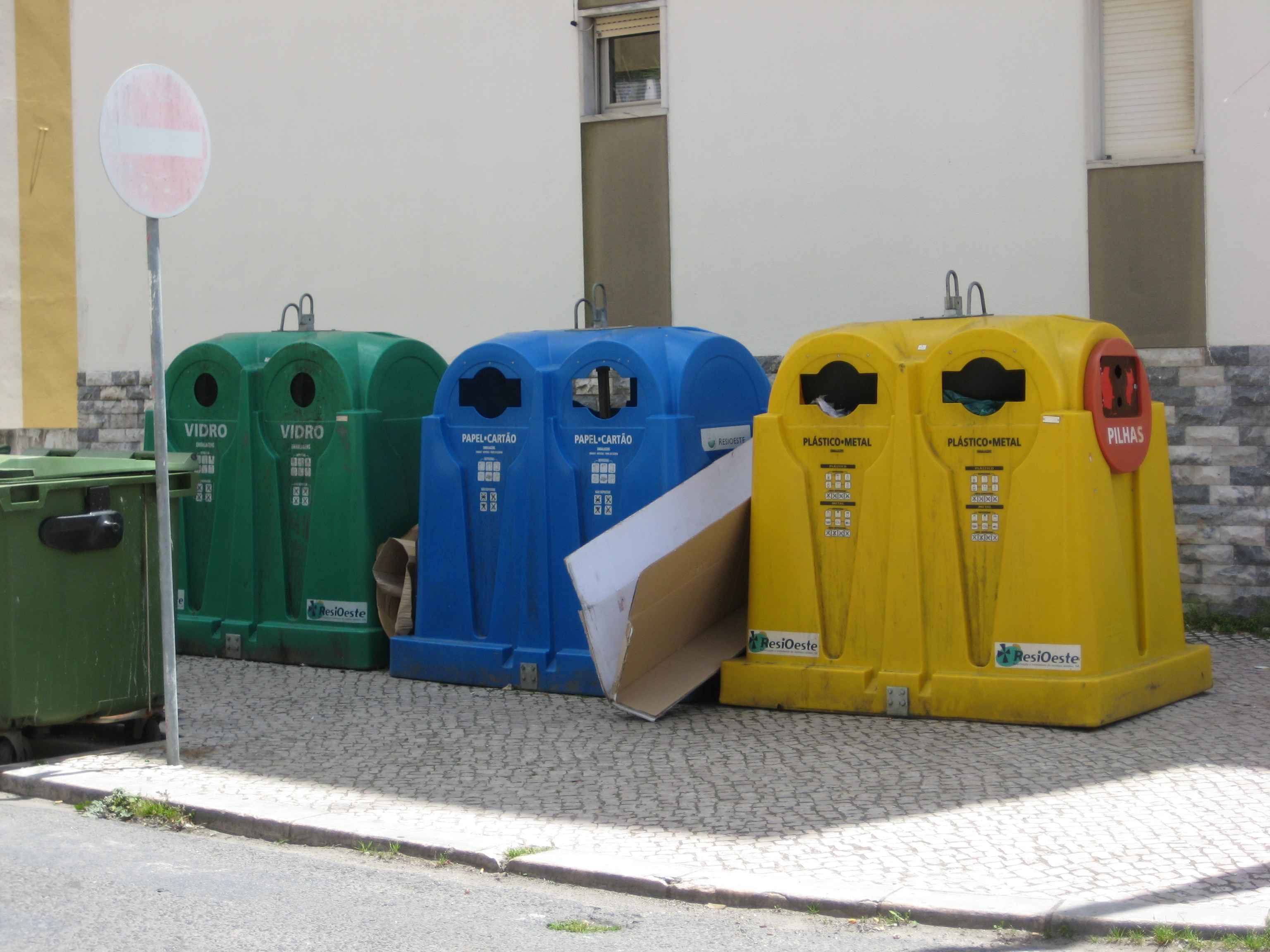
Ecoponto em Portugal

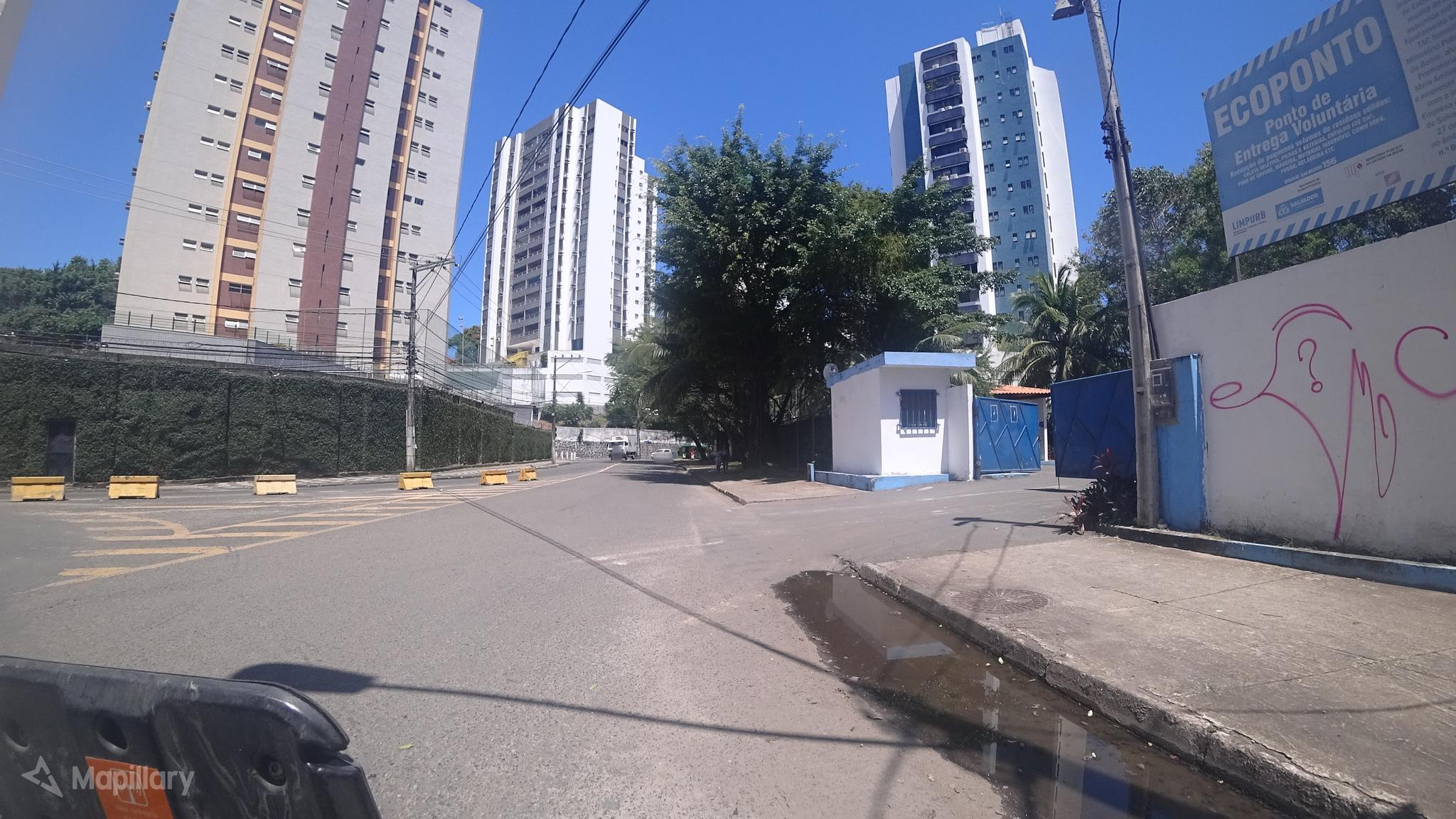
Entrada do Ecoponto no Bairro Itaigara, em Salvador

O símbolo internacional da reciclagem.

Os ecopontos são contentores de grande dimensão que servem para fazer a coleta seletiva de lixo de várias naturezas. Os contentores têm cores diferentes consoante o tipo de material: o ecoponto amarelo destina-se a embalagens de plástico, metal e embalagens de cartão para bebidas; o azul serve para depositar papel e cartão; o verde é para o vidro; e o vermelho, de menor dimensão, designado por "pilhão", serve exclusivamente para o descarte de pilhas.
Em Portugal são as Autarquias e Sistemas Municipais as entidades responsáveis pelos ecopontos e a Sociedade Ponto Verde a entidade gestora responsável pelo envio para reciclagem das embalagens recolhidas nos ecopontos.
Algumas cidades do Brasil também possuem ecopontos mantidos por suas prefeituras. Em Salvador, segundo a administração municipal, há 90 ecopontos. Já em São Paulo, há 105 unidades.